# Kluane/Wrangell-St Elias/Glacier Bay/Tatshenshini-Alsek
Kluane/Wrangell-St Elias/Glacier Bay/Tatshenshini-Alsek är ett av Kanadas och USA:s världsarv. Det består av fyra nationalparker:
- Glacier Bay nationalpark (i USA)
- Kluane nationalpark (i Kanada)
- Tatshenshini-Alsek provinspark (i Kanada)
- Wrangell-St. Elias nationalpark (i USA)

Världsarvet kom till 1979 då Kluane tillsammans med Wrangell-St Elias nationalmonument blev ett världsarv. Detta världsarv utökades 1992 med Glacier Bay nationalpark och 1994 med Tatshenshini-Alsek provinsiella vildmarkspark.